# 위치 연산자
양자역학에서 위치 연산자(영어: Position operator)는 아원자 입자의 위치 관측가능량에 해당하는 연산자이다.
위치 연산자를 충분히 넓은 영역(예: 완화 분포 공간)에서 고려할 때, 그 고유값은 입자의 가능한 위치 벡터이다.
1차원에서 기호 {\displaystyle |x\rangle }가 고유값 {\displaystyle x}에 해당하는 위치 연산자의 유니터리 고유 벡터를 나타낸다면, {\displaystyle |x\rangle }는 입자가 위치 {\displaystyle x}에서 확실히 발견된다는 입자의 상태를 나타낸다.
따라서 위치 연산자를 기호 {\displaystyle X}로 나타내면, 모든 실제 위치 {\displaystyle x}에 대해 {\displaystyle X|x\rangle =x|x\rangle ,}로 쓸 수 있다.
위치 {\displaystyle x}를 가진 유니터리 상태의 한 가지 가능한 실현은 위치 {\displaystyle x}를 중심으로 하는 디랙 델타 (함수) 분포이며, 종종 {\displaystyle \delta _{x}}로 표기된다.
양자역학에서 모든 디랙 분포의 정렬된 (연속적인) 패밀리, 즉 패밀리
{\displaystyle \delta =(\delta _{x})_{x\in \mathbb {R} },}
는 (유니터리) 위치 기저라고 불리는데, 이는 완화 분포 공간에서 위치 연산자 {\displaystyle X}의 (유니터리) 고유 기저이기 때문이다.
모든 실수점 {\displaystyle x}에 대해 {\displaystyle X(\delta _{x})=x\delta _{x},}를 만족하는 완화 분포 공간에 오직 하나의 선형 연속 자기사상 {\displaystyle X}가 존재한다는 것은 중요하다. 위의 유일한 자기사상은 반드시
{\displaystyle X(\psi )=\mathrm {x} \psi ,}
로 정의될 수 있음을 증명할 수 있으며, 여기서 {\displaystyle \mathrm {x} }는 모든 완화 분포 {\displaystyle \psi }에 대해 실수직선에서 복소평면으로 정의되는 위치 선의 좌표 함수를 나타낸다.
{\displaystyle \mathrm {x} :\mathbb {R} \to \mathbb {C} :x\mapsto x.}

## 서론
어떤 시간 순간의 입자의 양자 상태를 제곱 적분 가능한 파동 함수 {\displaystyle \psi }로 나타낸다고 가정하자. 일단 1차원 공간(즉, 입자가 직선에 "갇혀 있다")이라고 가정하자. 만약 파동 함수가 정규화되어 있다면, 제곱 절댓값
{\displaystyle |\psi |^{2}=\psi ^{*}\psi ,}
는 어떤 시간에 실수직선상의 위치 {\displaystyle x}에서 입자를 찾을 확률 밀도를 나타낸다. 즉, 만약
{\displaystyle \|\psi \|^{2}=\int _{-\infty }^{+\infty }|\psi |^{2}d\mathrm {x} =1,}
라면, 위치 범위 {\displaystyle [a,b]}에서 입자를 찾을 확률은
{\displaystyle \pi _{X}(\psi )([a,b])=\int _{a}^{b}|\psi |^{2}d\mathrm {x} .}
따라서 입자의 위치 {\displaystyle X} 측정에 대한 기댓값은
{\displaystyle \langle X\rangle _{\psi }=\int _{\mathbb {R} }\mathrm {x} |\psi |^{2}d\mathrm {x} =\int _{\mathbb {R} }\psi ^{*}(\mathrm {x} \psi )\,d\mathrm {x} =\langle \psi |X(\psi )\rangle ,}
여기서 {\displaystyle \mathrm {x} }는 좌표 함수
{\displaystyle \mathrm {x} :\mathbb {R} \to \mathbb {C} :x\mapsto x,}
이며, 이는 단순히 위치 선을 복소평면으로 표준적으로 매장한 것이다.
엄밀히 말하면, 관측가능한 위치 {\displaystyle X={\hat {\mathrm {x} }}}는 점별적으로 다음과 같이 정의될 수 있다.
{\displaystyle \left({\hat {\mathrm {x} }}\psi \right)(x)=x\psi (x),}
모든 파동 함수 {\displaystyle \psi }와 모든 실수직선상의 점 {\displaystyle x}에 대해. 동치류 {\displaystyle \psi \in L^{2}}의 경우 정의는 직접적으로 다음과 같다.
{\displaystyle {\hat {\mathrm {x} }}\psi =\mathrm {x} \psi ,\quad \forall \psi \in L^{2}.}
즉, 위치 연산자 {\displaystyle X}는 임의의 파동 함수 {\displaystyle \psi }에 좌표 함수 {\displaystyle \mathrm {x} }를 곱한다.

### 3차원
3차원으로의 일반화는 간단하다.
시공간 파동 함수는 이제 {\displaystyle \psi (\mathbf {r} ,t)}이고, 상태 {\displaystyle \psi }에서의 위치 연산자 {\displaystyle {\hat {\mathbf {r} }}}의 기댓값은
{\displaystyle \left\langle {\hat {\mathbf {r} }}\right\rangle _{\psi }=\int \mathbf {r} |\psi |^{2}d^{3}\mathbf {r} }
여기서 적분은 전체 공간에 걸쳐 이루어진다. 위치 연산자는
{\displaystyle \mathbf {\hat {r}} \psi =\mathbf {r} \psi .}

## 기본 속성
직선에 갇힌 입자의 경우에 대한 위 정의에서, 주의 깊은 독자는 위치 연산자의 정의역과 공역에 대한 명확한 사양이 없음을 알 수 있다. 문헌에서는 이 문제를 해결하기 위한 세 가지 주요 방향이 다소 명시적으로 발견된다.
1. 위치 연산자는 매장 {\displaystyle \mathrm {x} }에 의한 곱이 공간 {\displaystyle L^{2}}에 속하는 동치류 {\displaystyle \psi }로 구성된 {\displaystyle L^{2}}의 부분 공간 {\displaystyle D_{X}}에서 정의된다. 이 경우 위치 연산자 {\displaystyle X:D_{X}\subset L^{2}\to L^{2}:\psi \mapsto \mathrm {x} \psi }는 연속적이지 않으며({\displaystyle L^{2}}의 표준 스칼라 곱에 의해 유도된 토폴로지에 대해 무한), 고유 벡터가 없고, 고유값이 없으며, 결과적으로 점 스펙트럼이 비어 있다.
2. 위치 연산자는 슈바르츠 공간 {\displaystyle {\mathcal {S}}}(즉, 모든 도함수가 빠르게 감소하는 실수직선에서 정의된 모든 매끄러운 복소 함수의 핵 공간)에서 정의된다. 이 경우 위치 연산자 {\displaystyle X:{\mathcal {S}}\subset L^{2}\to {\mathcal {S}}\subset L^{2}:\psi \mapsto \mathrm {x} \psi }는 연속적이며({\displaystyle {\mathcal {S}}}의 표준 토폴로지에 대해), 단사이며, 고유 벡터가 없고, 고유값이 없으며, 결과적으로 점 스펙트럼이 비어 있다. 이는 {\displaystyle L^{2}}의 스칼라 곱에 대해 (완전히) 자기 수반적이다. 즉, {\displaystyle \langle X(\psi )|\phi \rangle =\langle \psi |X(\phi )\rangle ,\quad \forall \psi ,\phi \in {\mathcal {S}}.}
3. 위치 연산자는 {\displaystyle {\mathcal {S}}}의 쌍대 공간 {\displaystyle {\mathcal {S}}^{\times }}(즉, 완화 분포의 핵 공간)에서 정의된다. {\displaystyle L^{2}}는 {\displaystyle {\mathcal {S}}^{\times }}의 부분 공간이므로, 완화 분포와 매장 {\displaystyle \mathrm {x} }의 곱은 항상 {\displaystyle {\mathcal {S}}^{\times }}에 속한다. 이 경우 위치 연산자 {\displaystyle X:{\mathcal {S}}^{\times }\to {\mathcal {S}}^{\times }:\psi \mapsto \mathrm {x} \psi }는 연속적이며({\displaystyle {\mathcal {S}}^{\times }}의 표준 토폴로지에 대해), 전사적이며, 완전한 일반화된 고유 벡터 및 실제 일반화된 고유값 패밀리를 갖는다. 이는 전치 연산자 {\displaystyle {}^{t}X:{\mathcal {S}}\to {\mathcal {S}}:\phi \mapsto \mathrm {x} \phi ,}가 자기 수반적이라는 의미에서 {\displaystyle L^{2}}의 스칼라 곱에 대해 자기 수반적이다. 즉, {\displaystyle \left\langle \left.\,{}^{t}X(\phi )\right|\psi \right\rangle =\left\langle \phi |\,{}^{t}X(\psi )\right\rangle ,\quad \forall \psi ,\phi \in {\mathcal {S}}.}

마지막 경우는 양자역학 문헌에서 가장 널리 채택되는 선택이지만, 명시적으로 강조된 적은 없다. 이는 고유벡터의 가능한 부재를 리그드 힐베르트 공간으로 힐베르트 공간을 확장하여 다룬다.
{\displaystyle {\mathcal {S}}\subset L^{2}\subset {\mathcal {S}}^{\times },}
이를 통해 고유 벡터와 고유 값에 대한 수학적으로 엄밀한 개념을 제공한다.

## 고유 상태
(완화 분포 공간에서) 위치 연산자의 고유 함수는 위치 공간에서 표현될 때 디랙 델타 함수이다.
비형식적 증명. 위치 연산자의 가능한 고유 벡터가 반드시 디랙 델타 분포여야 함을 보이기 위해, {\displaystyle \psi }가 고유값 {\displaystyle x_{0}}를 갖는 위치 연산자의 고유 상태라고 가정하자. 우리는 고유값 방정식을 위치 좌표로 나타낸다.
{\displaystyle {\hat {\mathrm {x} }}\psi (x)=\mathrm {x} \psi (x)=x_{0}\psi (x)}
여기서 {\displaystyle {\hat {\mathrm {x} }}}는 위치 표현에서 단순히 파동 함수에 함수 {\displaystyle \mathrm {x} }를 곱한다는 점을 상기하자. 함수 {\displaystyle \mathrm {x} }는 변수이고 {\displaystyle x_{0}}는 상수이므로, {\displaystyle \psi }는 점 {\displaystyle x_{0}}을 제외한 모든 곳에서 0이어야 한다. 분명히, 어떤 연속 함수도 이러한 속성을 만족하지 않으며, 파동 함수를 그 점에서 복소수로 단순히 정의할 수 없다. 왜냐하면 그 {\displaystyle L^{2}}-노름이 0이고 1이 아닐 것이기 때문이다. 이것은 점 {\displaystyle x_{0}}에 집중되어 있고 적분이 0이 아닌 "함수적 객체"의 필요성을 시사한다: {\displaystyle x_{0}}에 중심을 둔 디랙 델타의 어떤 배수.
방정식
{\displaystyle \mathrm {x} \psi =x_{0}\psi }
의 정규화된 해는
{\displaystyle \psi (x)=\delta (x-x_{0}),} 또는 더 정확히는 {\displaystyle \psi =\delta _{x_{0}},}
로,
{\displaystyle \mathrm {x} \delta _{x_{0}}=x_{0}\delta _{x_{0}}.}
실제로, 어떤 함수와 한 점에 중심을 둔 디랙 분포의 곱은 그 점에서의 함수의 값에 디랙 분포 자체를 곱한 것임을 상기하면, 즉시
{\displaystyle \mathrm {x} \delta _{x_{0}}=\mathrm {x} (x_{0})\delta _{x_{0}}=x_{0}\delta _{x_{0}}.}
이러한 디랙 상태는 물리적으로 실현 불가능하고, 엄밀히 말하면 함수가 아니지만, {\displaystyle x_{0}}에 중심을 둔 디랙 분포는 위치가 정확히 알려진 "이상적인 상태"로 생각할 수 있다 (위치 측정은 항상 고유값 {\displaystyle x_{0}}를 반환한다). 따라서 불확정성 원리에 따라, 이러한 상태의 운동량에 대해서는 아무것도 알려지지 않는다.

## 운동량 공간
일반적으로 양자역학에서 운동량 공간에서의 표현이란 표준 유니터리 운동량 기저에 대한 상태와 관측량의 표현을 의미한다.
{\displaystyle \eta =\left(\left[(2\pi \hbar )^{-{\frac {1}{2}}}e^{(\iota /\hbar )(\mathrm {x} |p)}\right]\right)_{p\in \mathbb {R} }.}
운동량 공간에서 1차원 위치 연산자는 다음 미분 연산자로 표현된다.
{\displaystyle \left({\hat {\mathrm {x} }}\right)_{P}=i\hbar {\frac {d}{d\mathrm {p} }}=i{\frac {d}{d\mathrm {k} }},}
여기서:
- 운동량 기저에서의 위치 연산자 표현은 모든 파동 함수 (완화 분포) {\displaystyle \psi }에 대해 {\displaystyle \left({\hat {\mathrm {x} }}\right)_{P}(\psi )_{P}=\left({\hat {\mathrm {x} }}\psi \right)_{P}}로 자연스럽게 정의된다.
- {\displaystyle \mathrm {p} }는 운동량 선상의 좌표 함수를 나타내며, 파동 벡터 함수 {\displaystyle \mathrm {k} }는 {\displaystyle \mathrm {k} =\mathrm {p} /\hbar }로 정의된다.

## L2(R,C)에서의 형식주의
1차원 공간에서 움직이는 스핀 없는 입자의 경우를 고려하자. 그러한 입자의 상태 공간은 실직선 위의 복소값, 제곱 적분 가능 함수의 힐베르트 공간인 {\displaystyle L^{2}(\mathbb {R} ,\mathbb {C} )}를 포함한다.
위치 연산자는 다음과 같이 자기 수반 작용소로 정의된다.
{\displaystyle Q:D_{Q}\to L^{2}(\mathbb {R} ,\mathbb {C} ):\psi \mapsto \mathrm {q} \psi ,}
정의역은 다음과 같다.
{\displaystyle D_{Q}=\left\{\psi \in L^{2}(\mathbb {R} )\mid \mathrm {q} \psi \in L^{2}(\mathbb {R} )\right\},}
좌표 함수 {\displaystyle \mathrm {q} :\mathbb {R} \to \mathbb {C} }는 각 점 {\displaystyle x\in \mathbb {R} }를 자신에게 보낸다.
{\displaystyle Q(\psi )(x)=x\psi (x)=\mathrm {q} (x)\psi (x),}
각 점별로 정의된 {\displaystyle \psi \in D_{Q}} 및 {\displaystyle x\in \mathbb {R} }에 대해.
정의에서 즉시 알 수 있듯이, 스펙트럼은 전체 실수직선으로 구성되며, {\displaystyle Q}는 엄격하게 연속 스펙트럼을 갖는다. 즉, 이산적인 고유값 집합이 없다.
3차원 경우는 유사하게 정의된다. 다음 논의에서는 1차원 가정을 유지한다.

## L2(R,C)에서의 측정 이론
모든 양자역학적 관측가능량과 마찬가지로, 위치 측정을 논의하기 위해서는 위치 연산자의 스펙트럼 분해를 계산해야 한다.
{\displaystyle X:D_{X}\to L^{2}(\mathbb {R} ,\mathbb {C} ):\psi \mapsto \mathrm {x} \psi }
이는 다음과 같다.
{\displaystyle X=\int _{\mathbb {R} }\lambda \,d\mu _{X}(\lambda )=\int _{\mathbb {R} }\mathrm {x} \,\mu _{X}=\mu _{X}(\mathrm {x} ),}
여기서 {\displaystyle \mu _{X}}는 위치 연산자의 스펙트럼 측도라고 불린다.
{\displaystyle \chi _{B}}를 {\displaystyle \mathbb {R} }의 보렐 집합 {\displaystyle B}에 대한 지시 함수라고 하자. 그러면 스펙트럼 측도는 다음과 같이 주어진다.
{\displaystyle \psi \mapsto \mu _{X}(B)(\psi )=\chi _{B}\psi ,} 즉, {\displaystyle B}의 지시 함수를 곱한 것이다.
따라서 계가 상태 {\displaystyle \psi }로 준비되어 있다면, 입자의 측정된 위치가 보렐 집합 {\displaystyle B}에 속할 확률은 다음과 같다.
{\displaystyle \|\mu _{X}(B)(\psi )\|^{2}=\|\chi _{B}\psi \|^{2}=\int _{B}|\psi |^{2}\ \mu =\pi _{X}(\psi )(B),}
여기서 {\displaystyle \mu }는 실수직선상의 르베그 측도이다.
부분 집합 B 내에서 입자를 감지하기 위한 측정 후, 파동 함수는 붕괴하여 다음 중 하나가 된다.
{\displaystyle {\frac {\mu _{X}(B)\psi }{\|\mu _{X}(B)\psi \|}}={\frac {\chi _{B}\psi }{\|\chi _{B}\psi \|}}}
또는
{\displaystyle {\frac {(1-\chi _{B})\psi }{\|(1-\chi _{B})\psi \|}},}
여기서 {\displaystyle \|\cdot \|}는 {\displaystyle L^{2}(\mathbb {R} ,\mathbb {C} )}에서의 힐베르트 공간 노름이다.

## 같이 보기
- 위치 및 운동량 공간
- 운동량 연산자
- 병진 연산자 (양자역학)

## 내용주
1. ↑  Atkins, P.W. (1974). 《Quanta: A handbook of concepts》. Oxford University Press. ISBN 0-19-855493-1.
2. ↑  McMahon, D. (2006). 《Quantum Mechanics Demystified》 2판. Mc Graw Hill. ISBN 0-07-145546-9.
3. ↑  Peleg, Y.; Pnini, R.; Zaarur, E.; Hecht, E. (2010). 《Quantum Mechanics》 2판. McGraw Hill. ISBN 978-0071623582.